# Інголд (Північна Кароліна)
Інголд (англ. Ingold) — переписна місцевість (CDP) в США, в окрузі Сампсон штату Північна Кароліна. Населення — 416 осіб (2020).

## Географія
Інголд розташований за координатами 34°49′45″ пн. ш. 78°21′13″ зх. д. / 34.82917° пн. ш. 78.35361° зх. д. (34.829052, -78.353594).  За даними Бюро перепису населення США в 2010 році переписна місцевість мала площу 13,44 км², з яких 13,41 км² — суходіл та 0,03 км² — водойми.

## Демографія
Згідно з переписом 2010 року, у переписній місцевості мешкала 471 особа в 162 домогосподарствах у складі 114 родин. Густота населення становила 35 осіб/км².  Було 191 помешкання (14/км²).
Расовий склад населення:
| - 35,5 % — білих - 25,1 % — чорних або афроамериканців - 1,1 % — азіатів - 37,6 % — осіб інших рас |

До двох чи більше рас належало 0,8 %. Частка іспаномовних становила 41,4 % від усіх жителів.
За віковим діапазоном населення розподілялося таким чином: 32,7 % — особи молодші 18 років, 55,0 % — особи у віці 18—64 років, 12,3 % — особи у віці 65 років та старші. Медіана віку мешканця становила 30,4 року. На 100 осіб жіночої статі у переписній місцевості припадало 97,9 чоловіків;  на 100 жінок у віці від 18 років та старших — 99,4 чоловіків також старших 18 років.
За межею бідності перебувало 86,1 % осіб, у тому числі 100,0 % дітей у віці до 18 років та 0,0 % осіб у віці 65 років та старших.
Цивільне працевлаштоване населення становило 41 особа. Основні галузі зайнятості: виробництво — 100,0 %.